# Tallinn Legends
Tallinn Legends (Ests: Tallinna Legendid) was een interactief museum aan het Raadhuisplein in de Estse hoofdstad Tallinn. Het museum liet aan de hand van acteurs en visuele effecten de geschiedenis van de stad zien.